# Шаверновский, Владимир Петрович
Влади́мир Петро́вич Шаверновский (польск. Włodzimierz Kajetan Szawernowski, 1 февраля 1872, Ревель — 3 сентября 1944) — российский и польский инженер.

## Биография
Сын морского инженера, генерал-майора инженерной службы. Окончил реальное училище в Николаеве, затем Институт гражданских инженеров в Петербурге. По окончании обучения в 1894 году со званием гражданского инженера и чином X класса был определён на службу в министерство внутренних дел. Гл. инж. стр. (1910). До революции работал в Кронштадте, где спроектировал ряд домов (в том числе два дома служащих Морского ведомства), ныне охраняемых как памятники архитектуры; как инженер, участвовал в проектировании Морского Собора св. Николая Чудотворца и часовни церкви Богоявления Господня; им построен Алексеевский сухой док (1908—1911) — одно из самых больших сооружений такого рода в России. В этом доке ремонтировались наиболее крупные броненосцы российского флота.  Произведен в инспекторы корпуса морской строительной части 6 декабря 1913 г.Кроме того, разработал проекты будущих электростанций на Свири и Волхове, а также проект устройства современной канализации в Кронштадте (не реализован, старая деревянная канализация была там заменена на современную только в 1936 году).
После революции жил и работал в Польше, где вплоть до Второй мировой войны был начальником отдела Морской службы в Гдыне. Также работал в Морском департаменте Министерства промышленности и торговли. Ему принадлежат проекты военного порта в Хеле, бассейна военного порта в Гдыне и набережной на полуострове Вестерплятте (Гданьск). В сентябре 1944 года погиб при бомбёжке.
Его сын Пётр (1901—1975) также был видным инженером, профессором в Морском Институте в Гданьске.